# John Chase (artiste)
Pour les articles homonymes, voir John Chase (homonymie) et Chase.
John Chase, né en 1810 et mort en 1879, est un peintre aquarelliste britannique de paysages. 

## Biographie
John Chase naît à John Street, Fitzroy Square, le 26 février 1810. Enfant, il  reçoit des cours de John Constable, R.A., puis étudie l'architecture. Ses premiers essais dans l'art sont des intérieurs élaborés, tels que ceux de la chapelle Henry VII à l'abbaye de Westminster, et la Chapelle Saint-Georges de Windsor. 
En 1826, il expose (pour la première fois), dans Suffolk Street, A View of the Naves of Westminster Abbey. Chase est élu membre de la New Society of Painters in Water-colors (maintenant le Royal Institute of Painters in Water Colours, Piccadilly) en 1835.
Sa fille Marian Emma Chase naît en 1844 et est d'abord formée par son père. Elle devient par la suite une aquarelliste renommée. Marié deux fois, John a trois filles.
Il meurt chez lui, au 113 Charlotte Street, à Fitzroy Square, le 8 janvier 1879.

## Œuvres et publication
Ses œuvres ultérieures combinent principalement le paysage et l'architecture, tels que les jardins en terrasses, les abbayes en ruine, les châteaux, les manoirs et les églises. Il expose souvent des vues de Haddon Hall, qui ont un charme particulier selon lui. Ses dessins sont généralement de dimensions plutôt réduites. Les œuvres suivantes de lui sont exposées à l'Institut : en 1872, Capulet's Balcony, Vérone et Lichfield, Soir ; en 1873,  Atelier de Léonard de Vinci à Fontainebleau ; en 1878,  Cathédrale de Lichfield depuis Minster Pool, Porche de la cathédrale de Chartres, France, et Château de Ludlow. 
Chase est l'auteur d'un ouvrage intitulé A Practical Treatise on Landscape Painting and Sketching from Nature in Water-colors, édité par le révérend James Harris, M.A., Londres, 1861.